# Taphozous kapalgensis
Taphozous kapalgensis es una especie de murciélago de la familia Emballonuridae.

## Distribución geográfica
Es endémica de Australia.